# Polycentropus piceus
Polycentropus piceus är en nattsländeart som beskrevs av Douglas E. Kimmins 1962. Polycentropus piceus ingår i släktet Polycentropus och familjen fångstnätnattsländor. Inga underarter finns listade i Catalogue of Life.